# 雪野恭弘
雪野 恭弘（ゆきの やすひろ）は、日本の前衛芸術家である。別名、ユキノ 恭弘。

## 略歴
大分県出身。小学生の頃から赤瀬川原平と親交があり、大分市立上野ヶ丘中学校時代には赤瀬川とともに、磯崎新や吉村益信らがキムラヤ画材店を拠点として結成した美術グループ「新世紀群」に出入りした。赤瀬川が尾辻克彦名義で執筆し、第5回野間文芸新人賞を受賞した私小説『雪野』は、小学生から青年期までに至る雪野と赤瀬川の交友を綴ったもので、2人が実名で登場する。
1955年に上京し、武蔵野美術学校洋画科に入学するが、1959年に中退。いったん大分に帰郷するが、1970年に再度上京。以後、自らの活動を、芸術でもない、反芸術でもない「半芸術」と称して活動した。2001年からは郷里の大分に再び戻って活動を続けている。

## 主な活動
- 1971年 - 水玉模様専有宣言（東京）
- 1979年 - 二人展「ウォーミングアップ」（東京）
- 1979年 - 個展「40兆6840ｋｍへの献身」（東京）
- 1994年 - 個展「水彩21」（別府）
- 1999年 - 個展「連続するバルザック」（大分）
- 2001年 - イベント「チューニング」（大分）
- 2008年 - 個展「マイナス ジャコメッティ」（大分）[1]